# VI koalicja antyfrancuska
VI koalicja antyfrancuska – koalicja austriacko-prusko-rosyjsko-szwedzko-brytyjsko-hiszpańsko-portugalska (wraz z licznymi państewkami niemieckimi), która w schyłkowym okresie wojen napoleońskich w latach 1812–1814 ostatecznie pokonała Cesarstwo Francuskie i zmusiła do abdykacji Napoleona. Zdetronizowany Napoleon został zesłany na Elbę.

## W skrócie
Po straszliwej w skutkach napoleońskiej inwazji na Rosję państwa europejskie (ze Zjednoczonym Królestwem na czele), które przez wiele lat ponosiły klęski w walce z Napoleonem, dostrzegły możliwość pokonania go we wspólnej akcji. Po zreorganizowaniu armii na wzór napoleoński, a nadto posiadając ogromną przewagę liczebną, zdołały pokonać cesarza na terenie Niemiec (Bitwa Narodów) w roku 1813, a następnie wkroczyć do Francji w roku 1814.
Ostatni akcent tej wojny, obrona Francji, był pokazem mistrzostwa Napoleona jako wodza; w ciągu sześciodniowej kampanii, którą wielu historyków uważa za najwspanialszy okres w jego karierze jako wodza, zdołał w kilku bitwach pobić wielokrotnie silniejszych przeciwników. Ostatecznie jednak, straciwszy swe najlepsze wojska w kampanii rosyjskiej i niemieckiej, nie był w stanie pokonać sił koalicji, które zajęły Paryż i zmusiły go do abdykacji.

## II wojna polska
W roku 1812, po wycofaniu się Imperatora Rosji Aleksandra I z umowy o blokadzie kontynentalnej, Napoleon ogłosił rozpoczęcie tzw. II wojny polskiej i uderzył na Rosję. Grande Armée, licząca blisko 650 tys. ludzi (270 tys. Francuzów i setki tysięcy żołnierzy z armii sojuszniczych), przekroczyła Niemen 23 czerwca. Rosjanie, po przegranej pod Smoleńskiem unikając bitew i stosując taktykę spalonej ziemi wycofywali się, by wreszcie stanąć do rozstrzygającego starcia u bram Moskwy. Po bitwie pod Borodino (7 września) oddali Francuzom, byłą stolicę, spaloną na rozkaz księcia Raztopczyna. Mogli dzięki temu śmiałym manewrem oderwać się od armii napoleońskiej, założyć obóz warowny na południowy zachód od Moskwy i zagrażać francuskim szlakom zaopatrzeniowym. Mimo zdobycia Moskwy, kierowanie państwem nie zostało przerwane – stolica od czasów Piotra I Wielkiego znajdowała się w Petersburgu, a Moskwa była ważnym miastem, ale nie stolicą Imperium Rosyjskiego. Napoleon, nie mogąc doczekać się parlamentariuszy imperatora rosyjskiego oraz pełny obaw przed możliwością zamknięcia szlaków zaopatrzeniowych przez M.Kutuzowa, rozpoczął odwrót, który zmienił się w klęskę. Straty poniesione przez Wielką Armię Napoleona sięgały 300 tys. zabitych i rannych w tym wielu Polaków, a mało brakowało, by Napoleon dostał się do niewoli. Kozacy zadowolili się zrabowaniem jego taboru, nie dążąc do pojmania Cesarza Francuzów. W listopadzie zaledwie 27 tys. żołnierzy przekroczyło mosty na Berezynie. Po dotarciu na Litwę Napoleon opuścił armię, by powrócić do Paryża w celu przygotowania obrony przed nadciągającymi Rosjanami. Wbrew pozorom postępy przeciwnika nie były szybkie. Rosjanie stracili ponad 400 tys. żołnierzy i pościg za Napoleonem nie był szybki, co pozwoliło Napoleonowi na zebranie nowej armii.

## Działania w Europie

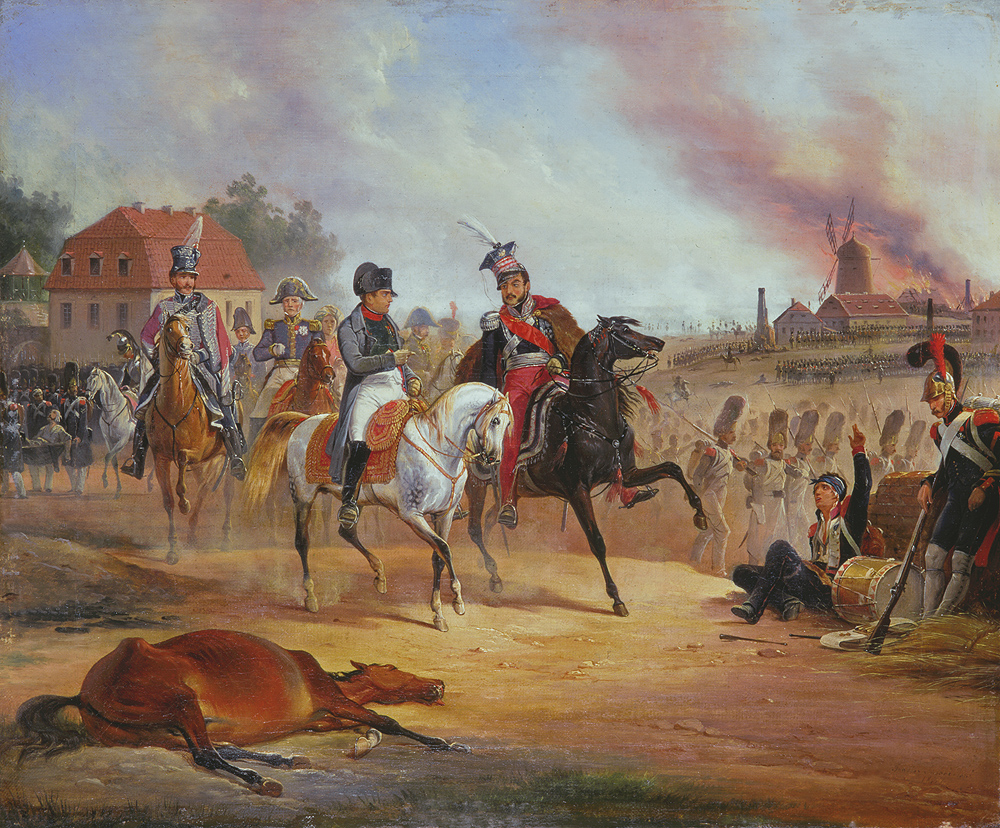
Napoleon i Poniatowski pod Lipskiem

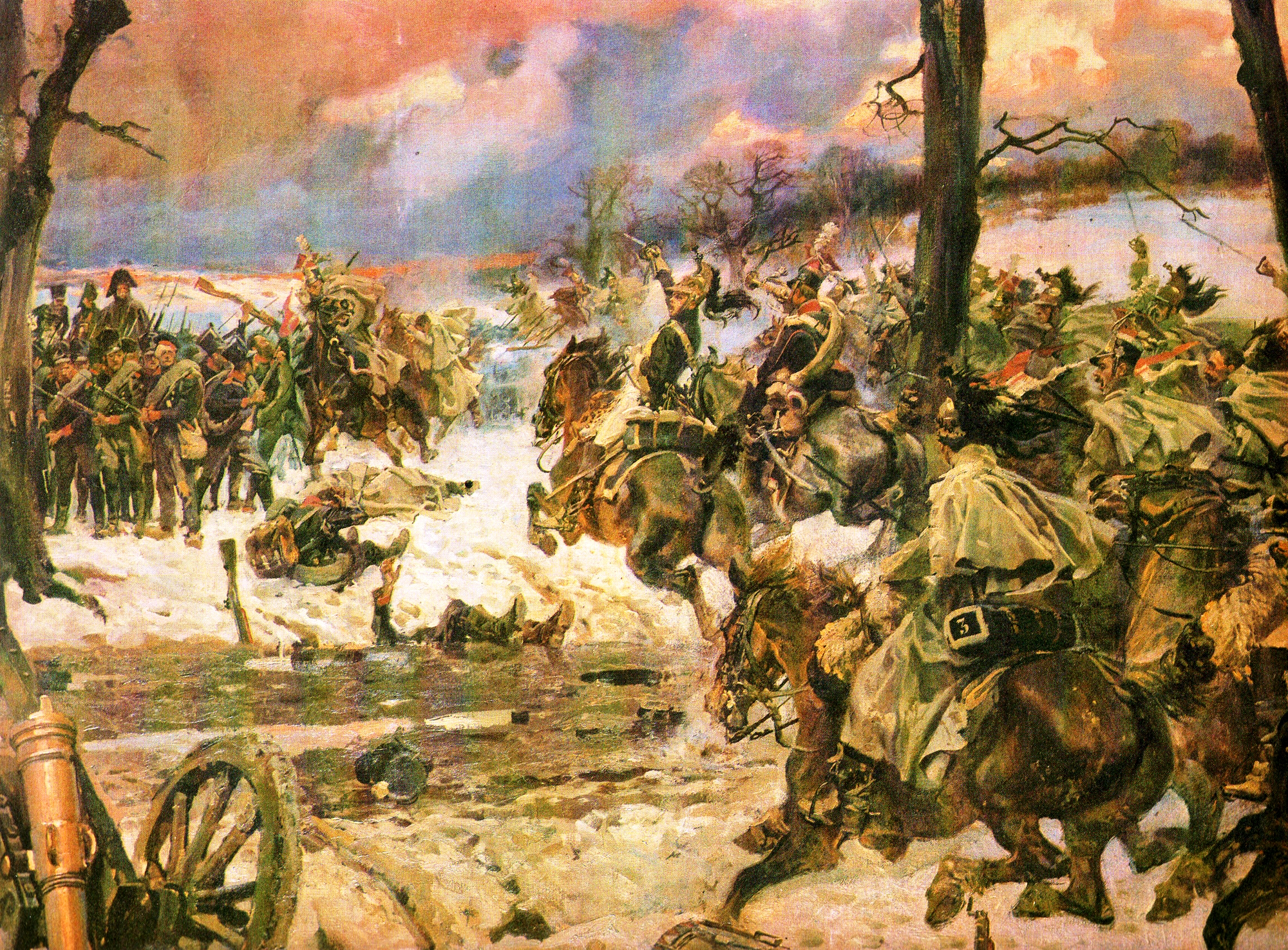
Atak kirasjerów i szwoleżerów pod Montmirail

Widząc realne szanse na pokonanie słabego Napoleona, do wojny ponownie przystąpiły Prusy. Tymczasem cesarz nie próżnował i wkrótce swą armię na wschodzie rozbudował z trzydziestu do stu trzydziestu, a nawet czterystu tysięcy. W bitwach pod Lützen (2 maja) i Budziszynem (20–22 maja 1813) pobił sprzymierzonych, którzy stracili razem ponad 40 tys. ludzi. W bitwach tych zaangażowanych było po obu stronach ponad 250 tys. żołnierzy, co czyniło z nich jedne z największych starć w historii wojen.
Konsekwencją tej krótkiej kampanii było zawarcie zawieszenia broni, które trwało od 4 czerwca do 13 sierpnia 1813 r. Obie strony starały się wykorzystać ten czas na odbudowę sił. Sprzymierzonym udało się przeciągnąć na swoją stronę Austrię, co zaowocowało postawieniem na nogi dwóch armii austriackich o liczebności 300 tys. ludzi. Siły te dołączyły do armii sprzymierzonych na terenie Niemiec. Teraz całkowita siła wojsk sprzymierzonych na środkowoeuropejskim teatrze działań wynosiła około 800 tys. ludzi w linii i dalsze 350 tys. w strategicznej rezerwie.
Napoleon zdołał zgromadzić na obszarze działań blisko 650 tys. ludzi, jednak tylko około 250 tys. znajdowało się pod jego osobistym dowództwem, dodatkowymi 120 tys. dowodził Oudinot, a 30 tys. Davout. Związek Reński oddał cesarzowi niewielkie ilości wojsk, przede wszystkim z Saksonii i Bawarii. Ponadto na południu Królestwo Neapolu Murata i Królestwo Włoch Beauharnais’a dysponowało około 100 tys. ludzi pod bronią. Na Półwyspie Iberyjskim licząca 150–200 tys. ludzi armia francuska ponosiła klęskę za klęską z rąk Hiszpanów, Brytyjczyków i Portugalczyków, którzy posiadali około 150 tys. wojska. Tak więc łącznie 900 tys. wojsk francuskich miało przed sobą milion żołnierzy w armiach sprzymierzonych (nie licząc wymienionej powyżej rezerwy strategicznej). Liczby te są jednak mylące, bowiem większość wojsk niemieckich walczących po stronie Napoleona biła się niechętnie, w każdej chwili gotowa przejść na stronę koalicjantów. Tak więc w rzeczywistości Napoleon mógł liczyć na nie więcej niż 450 tys. wojska na terenie Niemiec, czyli połowę tego, co mieli przeciwnicy.
Gdy zawieszenie broni przestało obowiązywać, Napoleon miał szansę na przejęcie inicjatywy po bitwie pod Dreznem, gdzie pobił znacznie liczniejszą armię koalicyjną, zadając jej ogromne straty przy stosunkowo nieznacznych stratach własnych. Jednakże błędy marszałków, a także zbyt wolne rozwijanie ofensywy przez niego samego, spowodowały zaprzepaszczenie skutków wygranej. W wielkiej „Bitwie Narodów” stoczonej pod Lipskiem w Saksonii w dniach 16–19 października, 191 tys. żołnierzy Napoleona stawiło czoła ponad 450 tys. sprzymierzonych. Francuzi zostali pokonani i zmuszeni do wycofania się za Ren.
W tym samym czasie toczyła się tzw. „kampania w Pirenejach”, jedna z najświetniejszych akcji wojennych Wellingtona. Siły przeciwników były mniej więcej równe, a na dodatek Wellington walczył w znacznym oddaleniu od własnych baz zaopatrzeniowych. Zwyciężał stosując rzadko w tej wojnie stosowaną taktykę manewrowo-uderzeniową, w czym dorównywał samemu Napoleonowi.
Gdy 7 października do Wellingtona dotarły wieści o ogromnej przewadze armii koalicyjnych nad Napoleonem na terytorium Niemiec, zdecydował on wkroczyć do Francji. 11 grudnia otoczony zewsząd i zdesperowany Napoleon zgodził się zawrzeć osobny pokój z Hiszpanią. Zgodnie z postanowieniami traktatu w Valençay uwolnił i uznał prawa do tronu Ferdynanda, w zamian za zakończenie działań wojennych. Hiszpanie nie dotrzymali postanowień i walki toczyły się nadal, kończąc się oblężeniem Tuluzy 10 kwietnia 1814 r., a więc już po abdykacji cesarza.

## Wojna zimowa

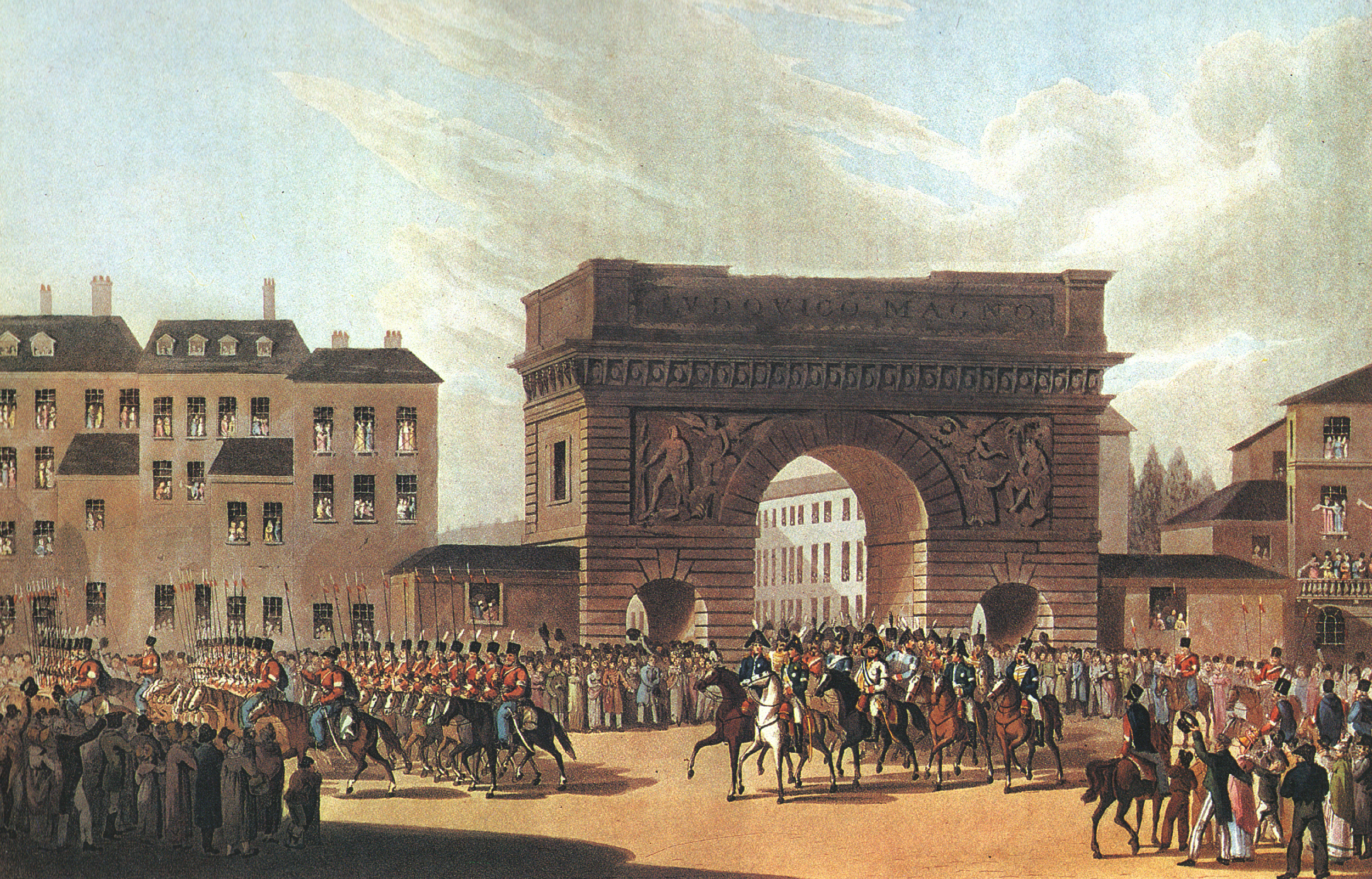
Armia rosyjska wkracza do Paryża w 1814

Po wycofaniu się z Niemiec Napoleon, naciskany przez idące w trop armie sprzymierzonych, stoczył szereg zwycięskich bitew (jak np. Bitwa pod Arcis-sur-Aube) we Francji, ale był stale spychany przez przeważające siły przeciwników. W lutym cesarz odbył tzw. kampanię sześciodniową, jedną z najbardziej błyskotliwych w jego karierze, kiedy to czterokrotnie pokonał siły przeciwników maszerujące na Paryż. Nigdy jednak nie mógł wystawić więcej niż 70 tys. wojsk przeciwko ponad półmilionowej armii sprzymierzonych. Ci ostatni 9 marca zawarli tajny traktat w Chaumont zobowiązując się pozostać w koalicji do ostatecznego pokonania cesarza. W końcu ich armie po krótkiej obronie miasta wkroczyły 31 marca 1814 do Paryża. Napoleon miał zamiar walczyć dalej, wydał nawet dekret o powołaniu pod broń 900 tys. rekruta, ale było to nierealne. Poborowi napływali w minimalnej liczbie, a nadto brakowało dla nich broni, umundurowania, wyposażenia. Sytuacja stała się beznadziejna.

## Abdykacja
Napoleonowi zostawało walczyć do końca lub poddać się. Wybrał to pierwsze zapowiadając marsz na Paryż. Jego żołnierze i młodsi oficerowie chcieli iść z nim, ale zbuntowała się generalicja. 4 kwietnia doszło do konfrontacji Napoleona z marszałkami, którym przewodził Ney. Oświadczyli cesarzowi, że odmawiają udziału w samobójczej awanturze. Napoleon powiedział, że wojsko pójdzie za nim. Ney odparł, że wojsko pójdzie za swoimi generałami.
Wobec braku szans na dalszą walkę Napoleon abdykował. Najpierw 6 kwietnia 1814 na rzecz króla Rzymu, a następnie 12 – bezwarunkowo. Na pożegnanie zwrócił się w Fontainebleau do swych wiarusów: „Oficerowie, podoficerowie, żołnierze mojej Starej Gwardii! Mówię wam „żegnajcie”. Przez dwadzieścia lat dawaliście mi powody do zadowolenia. Zawsze was spotykałem na ścieżkach chwały. [...]. Nie ubolewajcie nad moim losem. [...] Mogłem był umrzeć. [...] Ale nie. Wybieram sposób honorowy. Opiszę wszystko czegośmy dokonali”.
30 maja zawarty został traktat pokojowy z przedstawicielami nowego rządu. Zwycięzcy zesłali byłego cesarza na Elbę, po czym odtworzyli dynastię Burbonów osadzając na tronie Ludwika XVIII. Następnie zwołali kongres wiedeński, na którym cesarze i królowie mieli wyznaczyć nowe granice Europy.